# Tubulicrinopsis cystidiata
Tubulicrinopsis cystidiata är en svampart som beskrevs av Kotir. & Miettinen 2007. Tubulicrinopsis cystidiata ingår i släktet Tubulicrinopsis, klassen Agaricomycetes, divisionen basidiesvampar och riket svampar.   Inga underarter finns listade i Catalogue of Life.